# نجف أباد (أصفهان)
نجف‌ آباد : هي مدينة إيرانية تقع في محافظة أصفهان وسط إيران, يقدر عدد سكانها عام 2006م بحوالي 282 ألف نسمة. تقع نجف‌ آباد إلى الغرب من مدينة أصفهان إلا أنها ونتيجة الامتداد العمراني لأصفهان تكاد تكون جزءاً من مدينة أصفهان. تشتهر نجف‌ آباد بزراعة الرمان.

## توأمة
لنجف أباد (أصفهان) اتفاقيات توأمة مع:
- النجف

## مشاهير من نجف‌آباد
- حسين علي المنتظري. (1922 - 19 ديسمبر 2009)[3]، مرجع دين شيعي معارض للحكومة الإيرانية.

## أعلام
- حسين علي المنتظري
- محسن حججي
- نصر الله معين
- أحمد كاظمي
- علي فلاحيان